# 林仲宣
林 仲宣（はやし なかのぶ、1952年 - ）は、日本の法学者・税理士。専門は租税法。

## 人物
東洋大学大学院で坂田期雄に師事し、地方自治論、地方分権論を学ぶ。東洋大学法学部非常勤講師（租税法担当）時代に、同大学大学院で租税法を担当していた山田二郎 (弁護士)に師事。
大学院生当時、東洋大学学長であった磯村英一が、地方自治経営学会会長に就任した際に、事務局付き理事として参画したが、磯村が自伝のなかで言及した新聞記事を利用した講義手法の意義について、磯村から直接、指導を受けたことから、新聞記事の事例として分析する講義を現在でも実践している。

## 経歴
- 1952年 - 愛知県豊橋市出身。
- 1976年 - 明治学院大学経済学部卒業。
- 1978年 - 東洋大学大学院経営学研究科修士課程修了。
- 1980年 - 東洋大学大学院法学研究科修士課程修了。
- 1982年 - 税理士登録（東京地方税理士会所属）。
- 1996年 - 東京経営短期大学経営税務学科助教授を経て教授。
- 2003年 - 2013年　椙山女学園大学現代マネジメント学部教授。
- 2014年 - 2023年　明治学院大学大学院経済学研究科非常勤講師、専修大学大学院法学研究科非常勤講師、市町村職員中央研修所（市町村アカデミー）客員教授。
- 2003年 - 2024年　中京大学大学院法学研究科非常勤講師。

## 著書
単著
- 『税法理論の解釈と実際』　　（（株）ぎょうせい、1996年）
- 『税の社会学』　　（（株）税務経理協会、1997年）
- 『パソコン会計の実務』　　（（株）税務経理協会、2000年）
- 『税社会学』　　（（株）税務経理協会、2003年）
- 『地方分権と地方税システム』　　（（株）中央経済社、2005年）
- 『所得税法・消費税法の論点』　　（（株）中央経済社、2005年）
- 『租税手続法の解釈と適用』　　（（株）税務経理協会、2009年）
- 『租税基本判例１２０選』　　（（株）税務経理協会、2010年）
- 『地方分権の税法学』　　（（株）税務経理協会、2011年）
- 『実務のための財産評価判例集』　　（（株）税務経理協会、2015年）
- 『アドバイス税法講義　上巻』　　（（株）税務経理協会、2016年）
- 『アドバイス税法講義　下巻』　　（（株）税務経理協会、2016年）
- 『役員給与、退職金をめぐる税務判決・裁決45選』　　（(一財)大蔵財務協会、2018年）
- 『租税基本判例精選１００』　（（株）税務経理協会、2019年）

共編著
- 『６０歳からの税務相談』　　（日本加除出版（株）、1998年）
- 『パソコン会計入門』　　（（株）税務経理協会、1998年）
- 『交際費税務に生かす判例・裁決例５０選』　　（（株）税務経理協会、2007年）
- 『ガイダンス税法講義』　　（（株）税務経理協会、2009年）
- 『交際費税務に生かす判例・裁決例５３選』　　（（株）税務経理協会、2010年）
- 『はじめての租税法』　　（（株）成文堂、2011年）
- 『贈与税対策に生かす判例・裁決例４０選』　　（（株）税務経理協会、2011年）
- 『贈与税対策に生かす判例・裁決例４５選』　　（（株）税務経理協会、2012年）
- 『ガイダンス新税法講義』　　（（株）税務経理協会、2015年）
- 『具体例で理解する収益認識基準の法人税実務』　　（（株）ぎょうせい、2018年）
- 『ガイダンス新税法講義〔四訂版〕』　　（（株）税務経理協会、2019年）
- 『実務に役立つ租税基本判例精選120』　　（（株）税務経理協会、2024年）

共著
- 『税務会計の理論と実務』　　（（株）税務経理協会、1998年）
- 『租税実体法の解釈と適用・２』　　（（株）中央経済社、2000年）
- 『新地方自治の論点１０６』　　（（株）時事通信社、2002年）
- 『現代社会とマネジメント』　　（（株）中部日本教育文化会、2003年）
- 『新版　現代会計』　　（（株）創成社、2004年）
- 『病院管理会計』　　（五絃舎、2006年）
- 『納税者の保護と法の支配・山田二郎先生喜寿記念』　　（（株）信山社、2007年）
- 『確定租税法用語２５０』　　（（株）成文堂、2008年）
- 『今のうちから考えよう　相続税対策のはじめ方』　　（日本加除出版（株）、2014年）
- 『重要 判決・裁決から探る税務の要点理解』　　（（株）清文社、2015年）
- 『年金世代から考える税金とのつきあい方と確定申告』　　（日本加除出版（株）、2015年）
- 『実務のための貸倒損失判例・裁決例集』　　（（株）税務経理協会、2016年）
- 『実務のための資本的支出・減価償却・修繕費判例・裁決例50選』　　（（株）税務経理協会、2018年）
- 『実務のための資本的支出・減価償却・修繕費判例・裁決例56選』　　（（株）税務経理協会、2021年）
- 『税理士が考える税理士の職務と責任』　　（（株）税務経理協会、2024年）